# ويليام كاميرون تاونسند
ويليام كاميرون تاونسند (بالإنجليزية: William Cameron Townsend)‏ هو مترجم الكتاب المقدس ‏ ومبشر ومترجم أمريكي، ولد في 9 يوليو 1896 في إيستفال في الولايات المتحدة، وتوفي في 23 أبريل 1982 في واكسهو في الولايات المتحدة.